# Winslow Homer

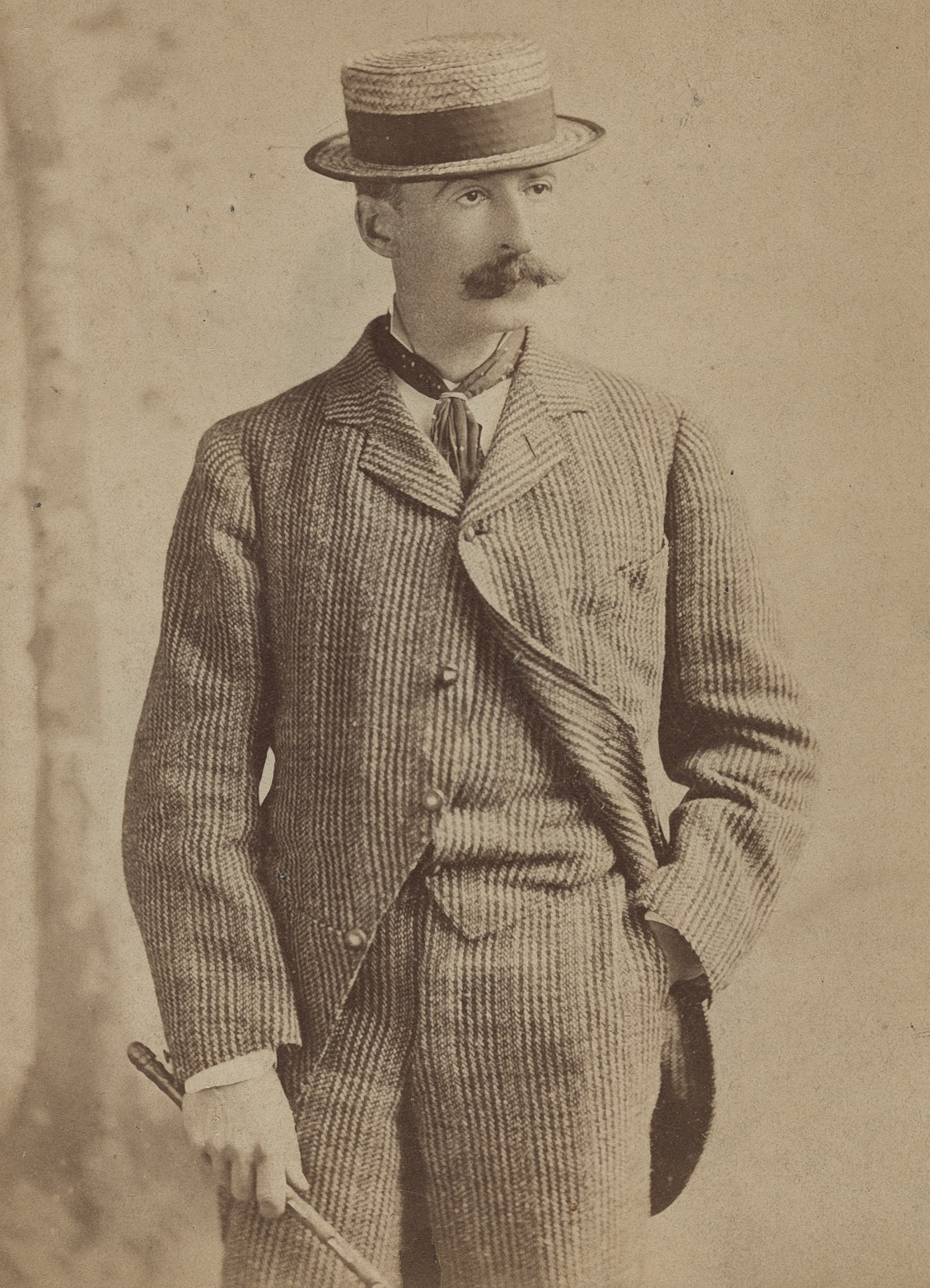
Winslow Homer.

Winslow Homer, född 24 februari 1836 i Boston, Massachusetts, död 29 september 1910 på Prouts Neck i Scarborough, Maine, var en amerikansk målare, bland annat illustrationer och akvarell.

## Biografi
Homer målade bland annat landskap, och är mest känd för vyer av havet. Han är ansedd som en av de förnämsta av 1800-talets amerikanska målare och en av de mest kända inom amerikansk kultur.
I realistiska skildringar från inbördeskriget och senare från livet vid atlantkusten, bl. a. med strävsamma fiskare och sjömän, har han uttryckt sin generations framåtanda.

## SamlingakvarelleriMetropolitan Museum of Art, New York (urval)

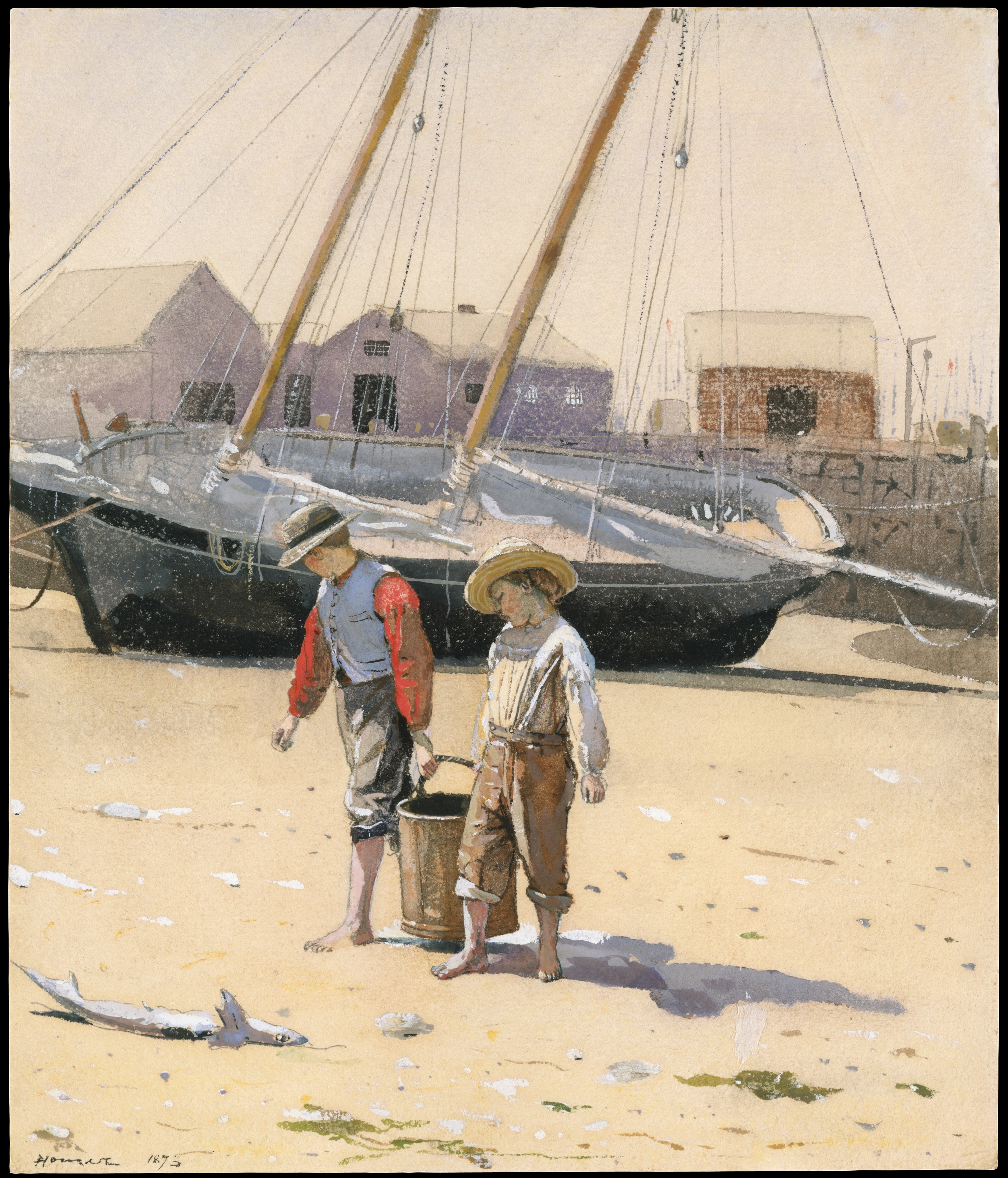
A Basket of Clams, 1873 (29,2 x 24,8 cm)
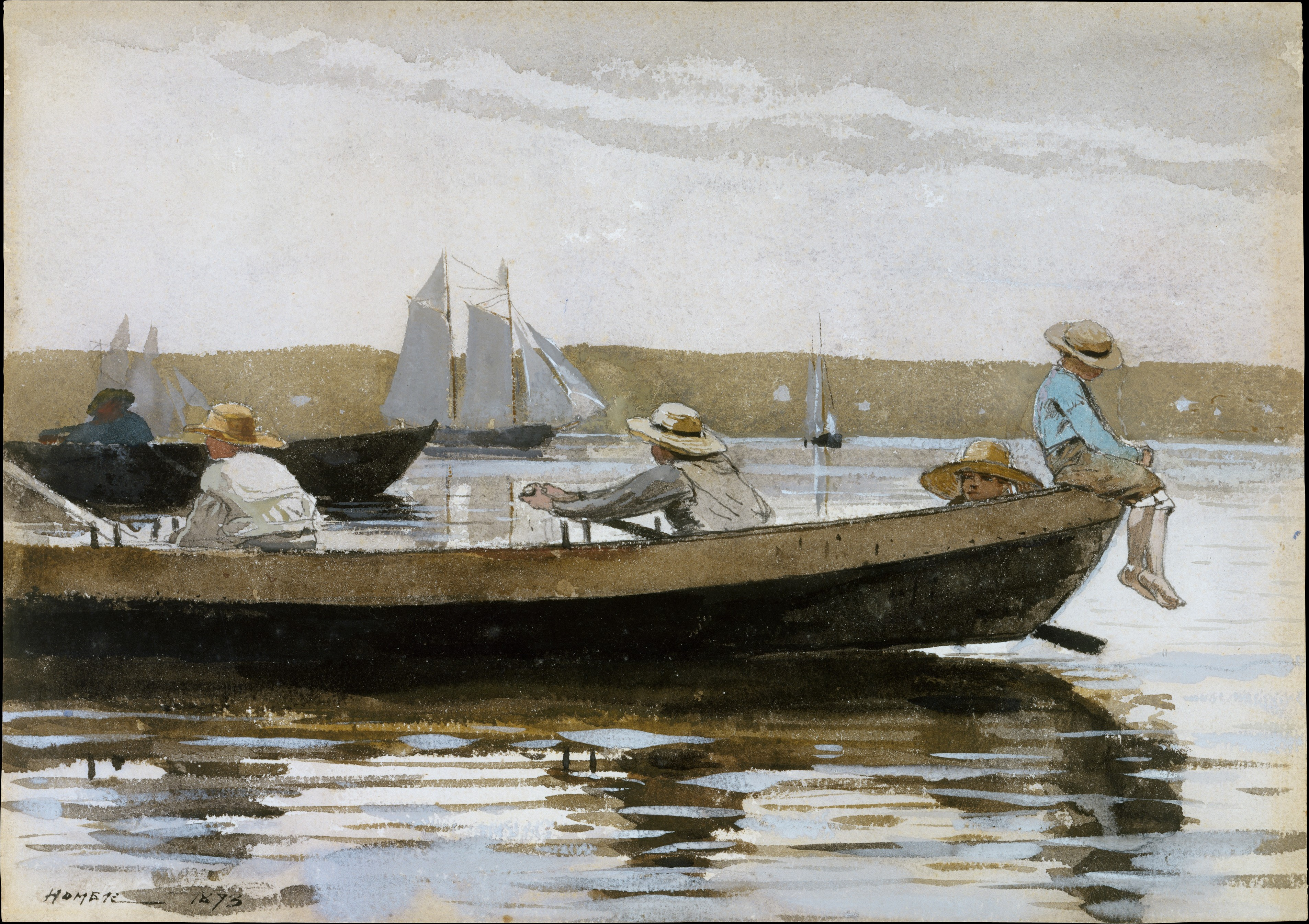
Boys in a Dory, 1873 (24,8 x 35,2 cm)
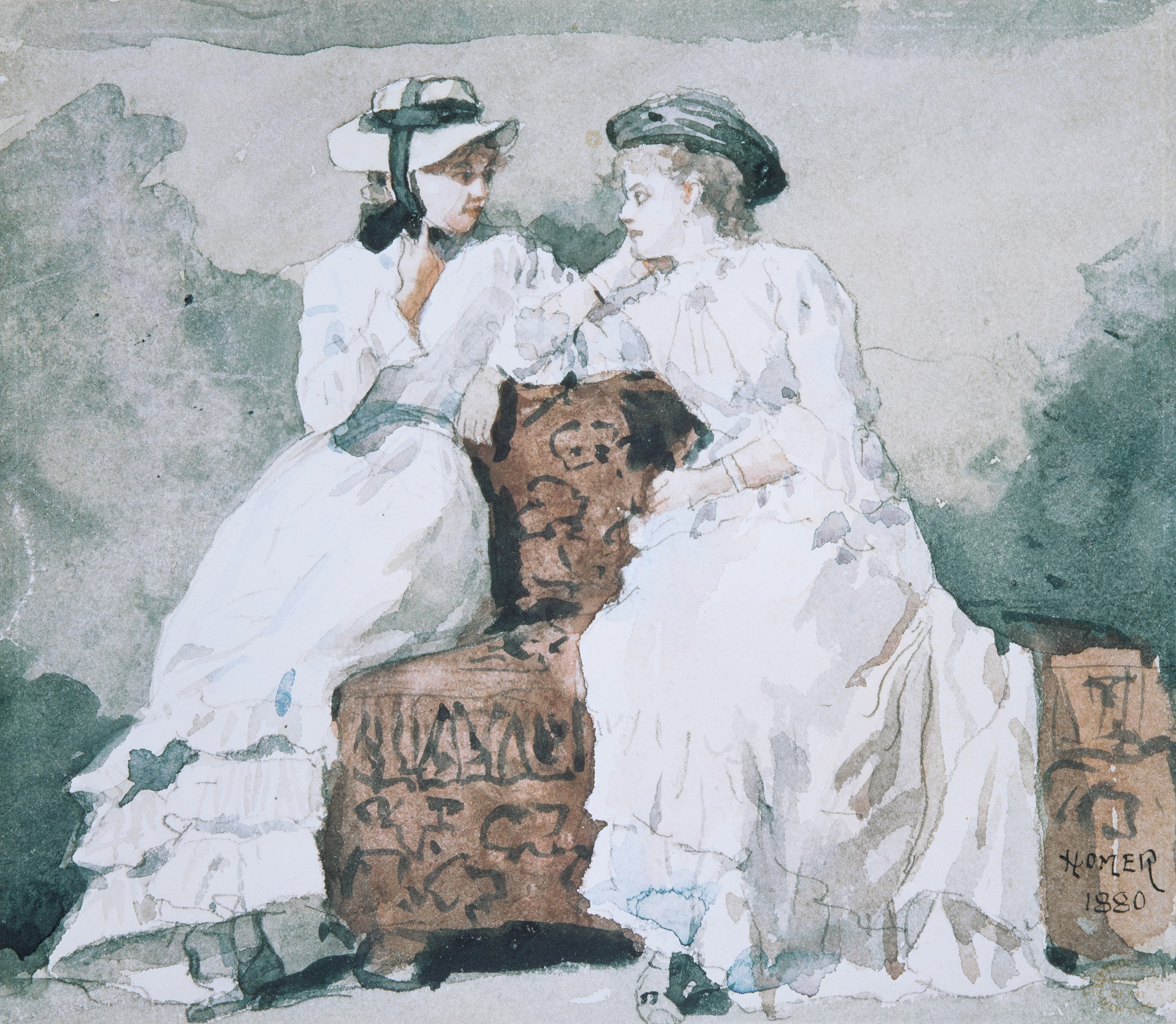
Two Ladies, 1880 (17,6 x 20,2 cm)
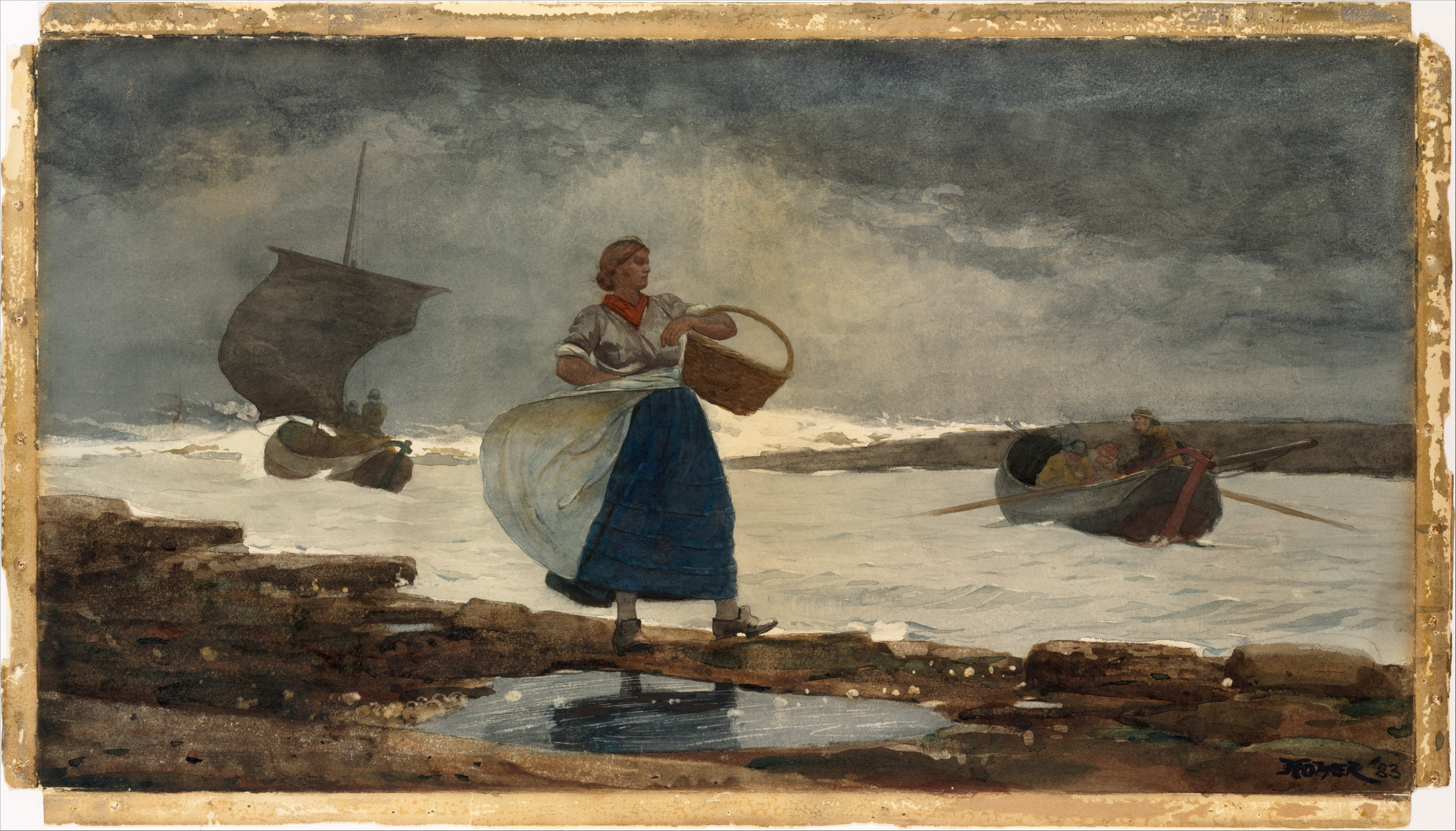
Inside the Bar, 1883 (40,6 x 73,7 cm)
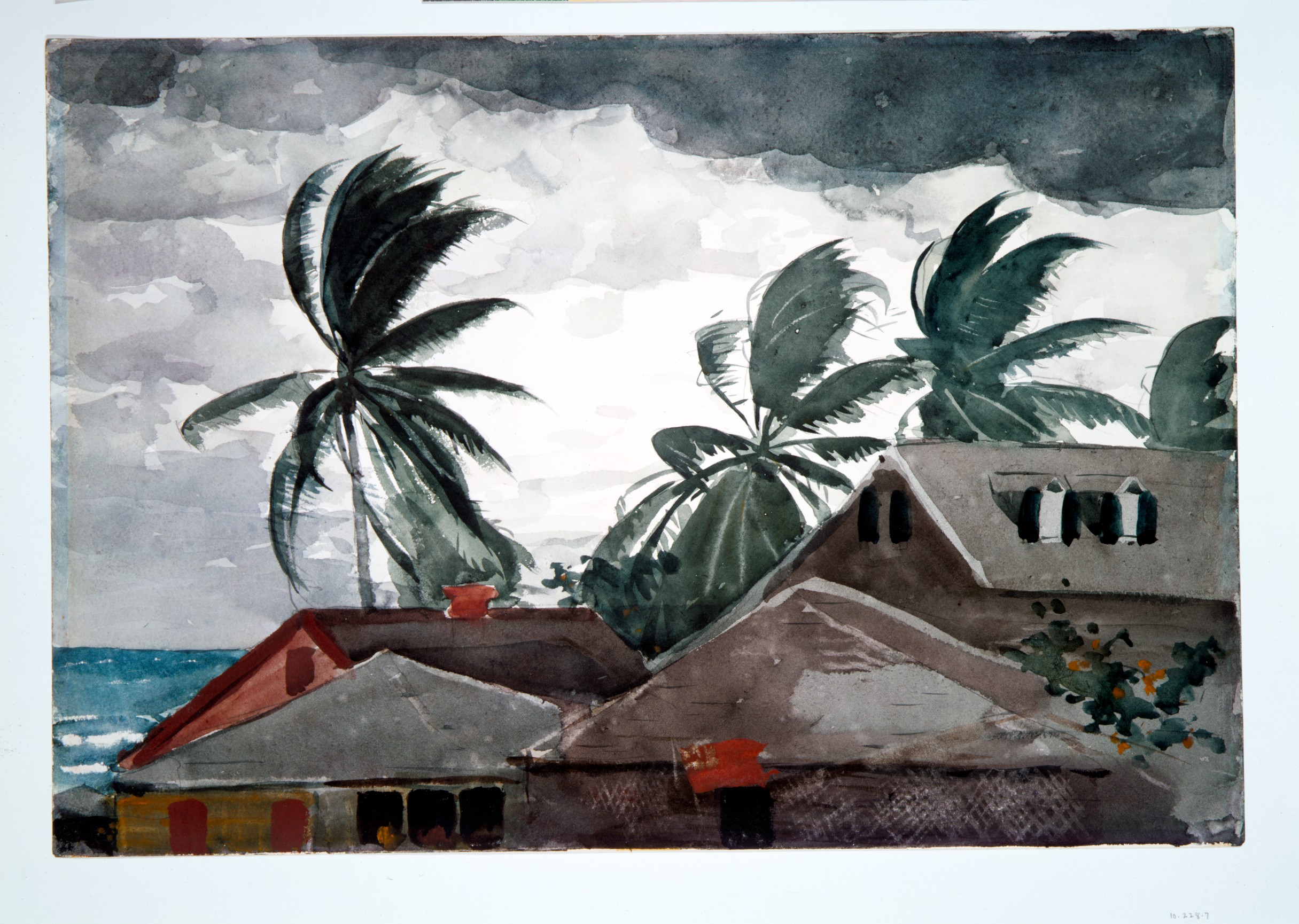
Hurricane, Bahamas, 1898 (36,7 x 53,5 cm)
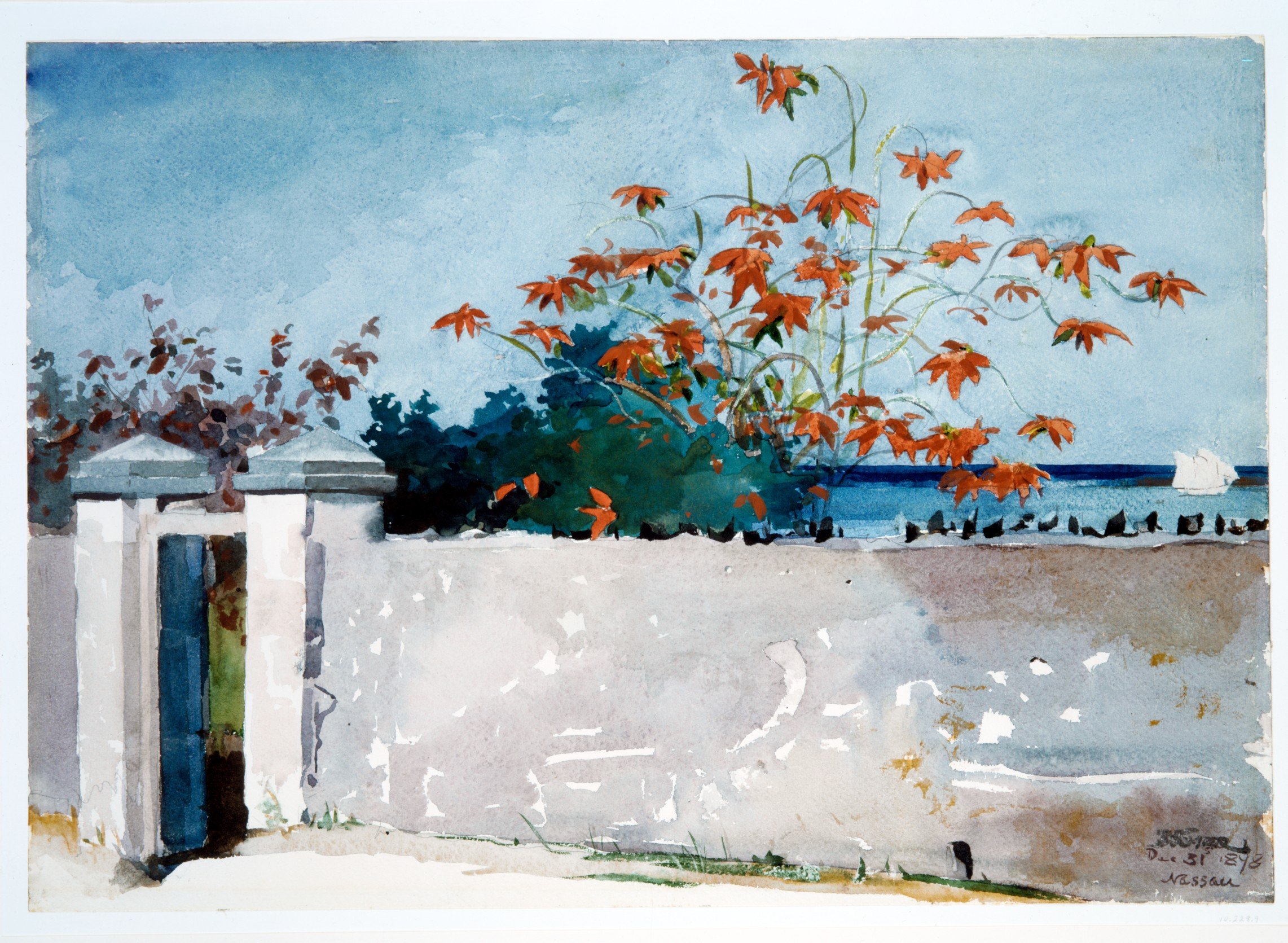
A Wall, Nassau, 1898 (37,8 x 54,3 cm)
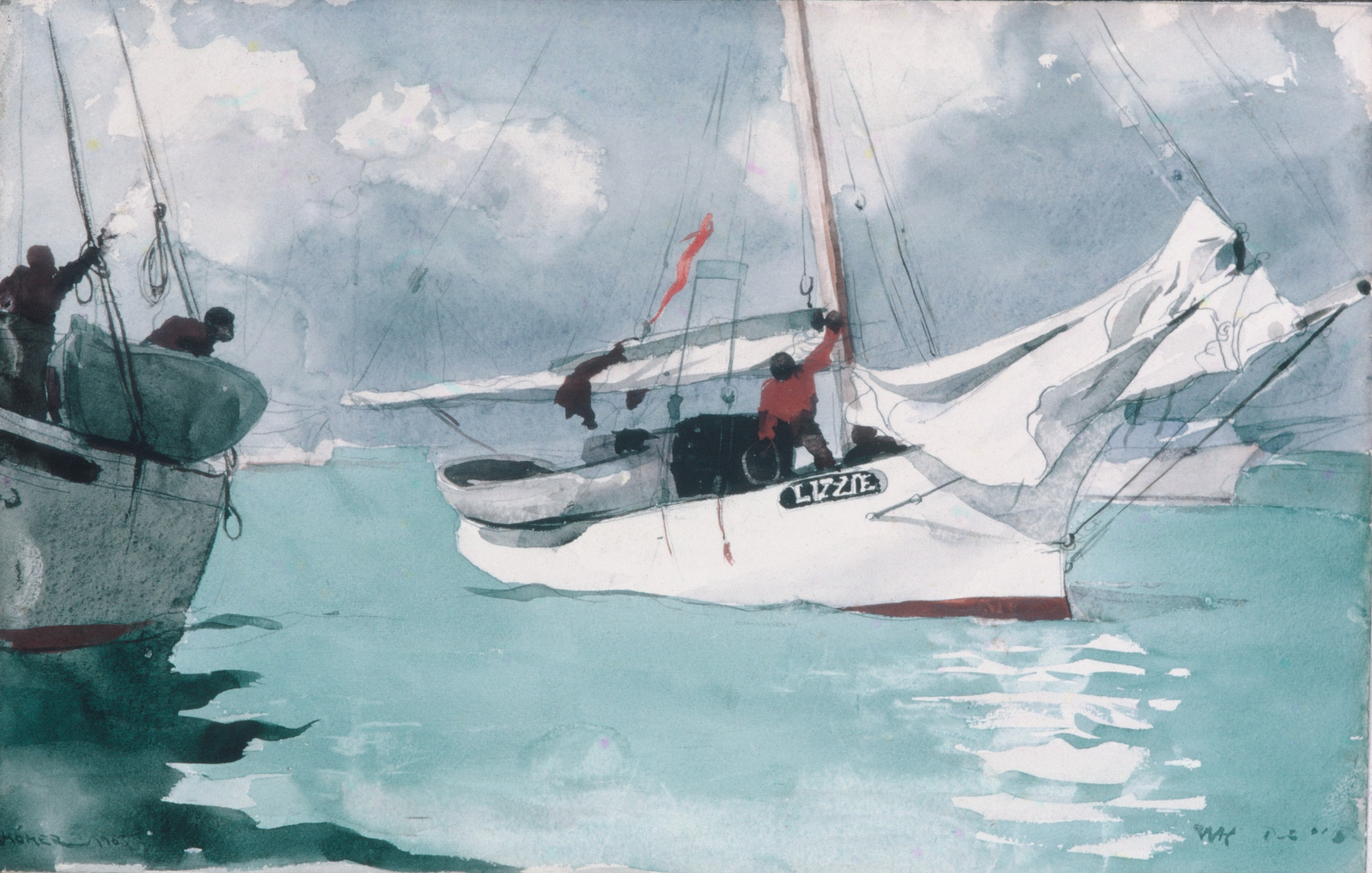
Fishing Boats, Key West, 1903 (35,4 × 55,2 cm)
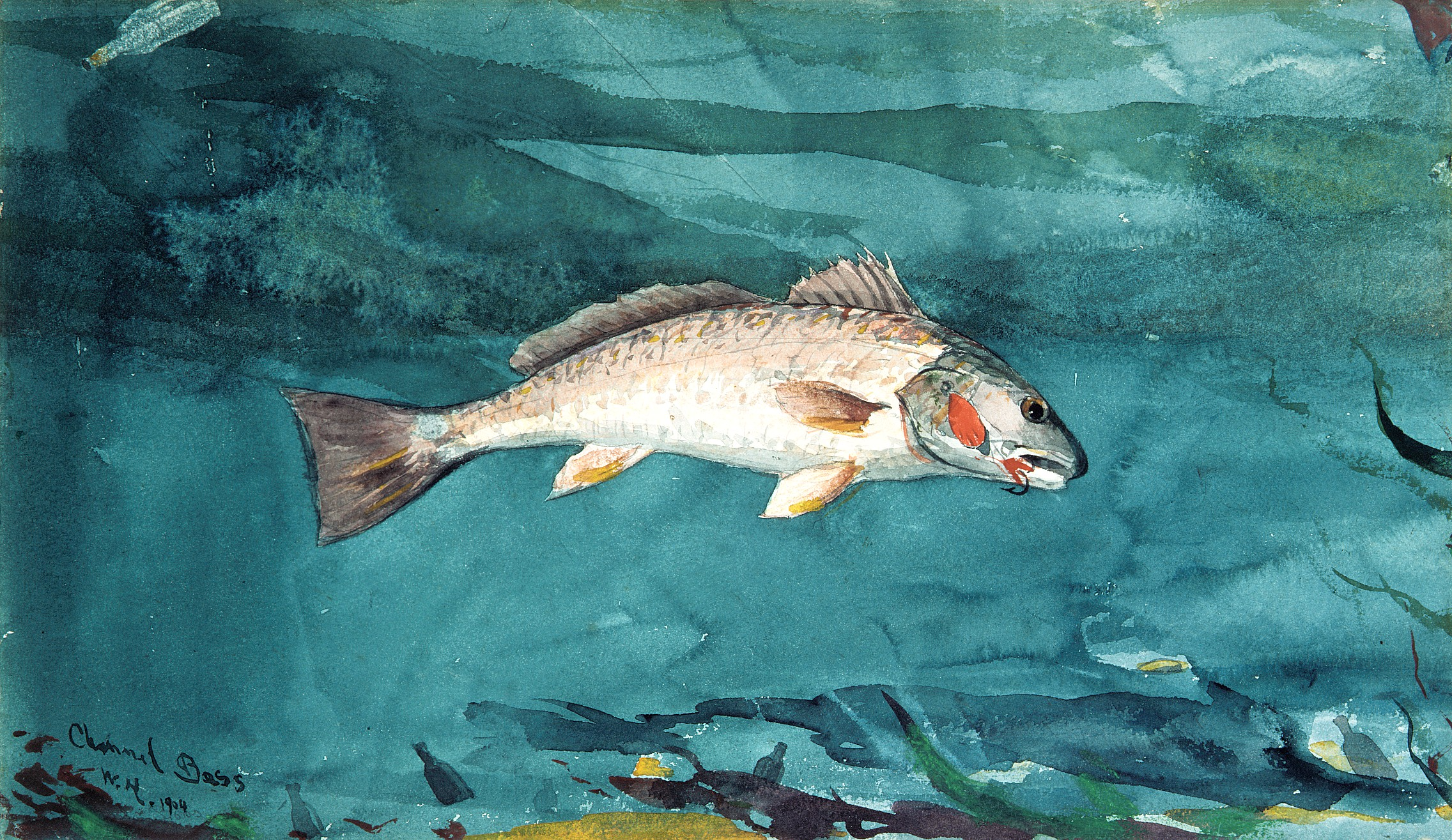
Channel Bass, 1904 (28,6 x 49,2 cm)